# Adaptation.
Adaptation. (em português brasileiro, Adaptação.) é um filme norte-americano de 2002, do gênero comédia dramática, dirigido por Spike Jonze, com roteiro de Charlie Kaufman, baseado no livro de não ficção The Orchid Thief, de Susan Orlean.
O elenco inclui Nicolas Cage, Meryl Streep, Chris Cooper, Cara Seymour, Brian Cox, Tilda Swinton, Ron Livingston e Maggie Gyllenhaal. A história gira em torno da dificuldade de Charlie Kaufman em adaptar The Orchid Thief para o cinema.

## Elenco
- Nicolas Cage como Charlie Kaufman/Donald Kaufman
- Meryl Streep como Susan Orlean
- Chris Cooper como John Laroche
- Cara Seymour como Amelia Kavan
- Brian Cox como Robert McKee
- Tilda Swinton como Valerie Thomas
- Ron Livingston como Marty Bowen
- Maggie Gyllenhaal como Caroline Cunningham
- Judy Greer como Alice
- Bob Yerkes como Charles Darwin

Tom Hanks foi escolhido originalmente para fazer o papel de Charlie e Donald Kaufman. A revista americana Variety analisou o filme como se o personagem Donald fosse real. Nicolas Cage aceitou o papel principal por um salário de $5 milhões, e vestiu uma roupa com enchimento durante a sua produção.
Meryl Streep expressou grande interesse no papel de Susan Orlean antes de ser contratada oficialmente, e recebeu uma porcentagem dos lucros do filme nos cinemas como salário. Chris Cooper considerou desistir do papel de Laroche, mas o acabou aceitando depois de pedidos de sua esposa. Albert Finney, Christopher Plummer, Terence Stamp e Michael Caine foram considerados para assumir o papel de Robert McKee, mas o próprio McKee sugeriu Brian Cox aos produtores do filme

## Prêmios e indicações
| Prêmio             | Categoria                         | Recipiente                                   | Resultado |
| ------------------ | --------------------------------- | -------------------------------------------- | --------- |
| BAFTA 2003         | Melhor ator                       | Nicolas Cage                                 | Indicado  |
| BAFTA 2003         | Melhor atriz coadjuvante          | Chris Cooper                                 | Indicado  |
| BAFTA 2003         | Melhor ator coadjuvante           | Meryl Streep                                 | Indicado  |
| BAFTA 2003         | Melhor roteiro original           | Charlie Kaufman, Donald Kaufman              | Venceu    |
| Globo de Ouro 2003 | Melhor filme - comédia ou musical | Edward Saxon, Vincent Landay, Jonathan Demme | Indicado  |
| Globo de Ouro 2003 | Melhor direção                    | Spike Jonze                                  | Indicado  |
| Globo de Ouro 2003 | Melhor ator - comédia ou musical  | Nicolas Cage                                 | Indicado  |
| Globo de Ouro 2003 | Melhor atriz coadjuvante          | Meryl Streep                                 | Venceu    |
| Globo de Ouro 2003 | Melhor ator coadjuvante           | Chris Cooper                                 | Venceu    |
| Globo de Ouro 2003 | Melhor roteiro                    | Charlie Kaufman                              | Indicado  |
| Oscar 2003         | Melhor atriz coadjuvante          | Meryl Streep                                 | Indicado  |
| Oscar 2003         | Melhor ator                       | Nicolas Cage                                 | Indicado  |
| Oscar 2003         | Melhor ator coadjuvante           | Chris Cooper                                 | Venceu    |
| Oscar 2003         | Melhor roteiro adaptado           | Charlie Kaufman, Donald Kaufman              | Indicado  |

## Sinopse
Enquanto Being John Malkovich está sendo filmado, o autodepreciativo e agorafóbico Charlie Kaufman (Nicolas Cage) é contratado para escrever o roteiro de The Orchid Thief. Charlie está passando por uma depressão melancólica e não está feliz por seu irmão gêmeo, Donald (Nicolas Cage), ter se mudado para viver com ele. Donald é seu oposto: vive a vida com ousadia e sem medo do ridículo. 
Donald decide se tornar um roteirista também e participa de um seminário de Robert McKee, enquanto Charlie entra em uma crise criativa ao perceber que o livro The Orchid Thief não tem uma narrativa adaptável para o cinema: a autora Susan (Meryl Streep) escreve sobre a vida de John Laroche (Chris Cooper), um ambientalista com delírios de grandeza que rouba mudas de plantas ameaçadas de extinção nos pântanos da Flórida. As histórias seguem paralelamente, enquanto Charlie segue desesperado para terminar seu roteiro.

## Produção

### Trilha Sonora
A trilha sonora oficial do filme foi lançado no dia 26 de Novembro de 2002 pela gravadora Astralwerks / Emd com músicas do artista e compositor Carter Burwell.

### Roteiro e distribuição
A ideia de fazer uma adaptação cinematográfica do livro The Orchid Thief veio no ano de 1994. A 20th Century Fox comprou os direitos para o filme em 1997 e eventualmente os vendeu para o produtor e cineasta Jonathan Demme, que iniciou o projeto do filme na Columbia Pictures. Charlie Kaufman foi contratado para escrever o roteiro, mas teve dificuldades com a adaptação do roteiro. Kaufman acabou escrevendo o roteiro a partir de sua experiência com adaptações, exagerando os fatos narrados no livro e criando um irmão fictício chamado de Donald Kaufman. Kaufman colocou o nome de Donald Kaufman no script e o dedicou a seu personagem fictício. Em setembro de 1999, Kaufman tinha escrito dois terços do roteiro e finalizou a última parte em novembro de 2000.

"As emoções que Charlie passa [no filme] são reais e elas refletem oque eu estava passando quando tentava escrever o roteiro. Claro que existem coisas especificas que foram exageradas ou mudadas por razões cinematográficas. Parte da experiencia de ver esse filme é a experiencia de ver que Donald Kaufman é creditado como co-escritor. É parte do filme, parte da história."

—Charlie Kaufman ao escrever o roteiro

Kaufman explicou: 
"A ideia de como escrever o filme não veio para mim até meio tarde. Foi a única ideia que tive, eu gostei dela, e eu sabia que não havia jeito dela ser aprovada. Então eu a apenas escrevi e nunca contei para as pessoas o que eu estava escrevendo, ou para quem. Eu apenas contei a Spike Jonze, quando nós estávamos fazendo Being John Malkovich e ele viu o quão frustrado eu estava. Tivesse ele falado que eu estava louco, eu não sei o que eu teria feito."
 Kaufman também acrescentou, "Eu realmente pensei que eu estava encerrando minha carreira por continuar com aquilo!"
Adaptação. veio de maneira rápida em abril de 2000, com Kaufman fazendo algumas revisões no roteiro. Scott Brake da IGN vazou o roteiro na internet em junho de 2000, assim como Drew McWeeny do site Ain't It Cool News em outubro do mesmo ano. Columbia Pictures fez um acordo de financiamento do filme com a Intermedia em troca  dela ter os direitos de fazer a distribuição internacional do filme. As filmagens se iniciaram no final de março de 2001 em Los Angeles e acabaram em junho do mesmo ano.

## Recepção
Adaptação. estreou no dia 6 de dezembro de 2002 nos Estados Unidos, de forma limitada. O filme foi lançado nacionalmente nos Estados Unidos no dia 14 de fevereiro de 2003, arrecadando um total de U$1.130.480 em sua primeira semana, sendo assistido em 672 cinemas. O filme teve uma arrecadação de U$22.5 milhões na América do Norte e U$10.3 milhões em países estrangeiros, tendo uma renda total de $32.8 milhões de dólares. Baseado nas 197 avaliações no site Rotten Tomatoes, Adaptação. teve um índice de 91% de aprovação.